# Kloster Herz Jesu (Augsburg)
Das Kloster Herz Jesu war ein Kloster der Englischen Fräulein in Augsburg in Bayern in der Diözese Augsburg. Es wurde 1662 gegründet durch Mary Points of Acton Ireton auf Anregung des Kurfürsten Ferdinand Maria. Die Auflösung erfolgte 1803 im Zuge der Säkularisation. 1811 wurde eine Höhere-Töchter-Schule eingerichtet, 1816 erfolgte die Wiederherstellung des Klosters. 1828 entstanden Neubauten für Schule und Pensionat. 1944 durch Bomben völlig zerstört, wurde die alte Klosteranlage nach dem Krieg durch einen Neubau ersetzt.
Heute befinden sich hier das Maria-Ward-Gymnasium Augsburg und die Maria-Ward-Realschule Augsburg.